# Willem Barentsz
Willem Barentsz (Formerum, ca. 1550 – op zee, 20 juni 1597) was een Nederlandse zeevaarder, cartograaf en ontdekkingsreiziger, die drie reizen maakte om de Noordoostelijke Doorvaart te vinden, waarbij hij de kusten van Nova Zembla verkende en Bereneiland en Spitsbergen ontdekte.
Dat het verhaal van de tocht van Willem Barentsz veel bekendheid verwierf binnen de Nederlandse geschiedenis is, behalve aan het dagboek van Gerrit de Veer en de dichter Hendrik Tollens die in 1819 Tafereel van de overwintering op Nova Zembla publiceerde, ook te danken aan zijn belang voor de cartografie van de Noordoostelijke Doorvaart.

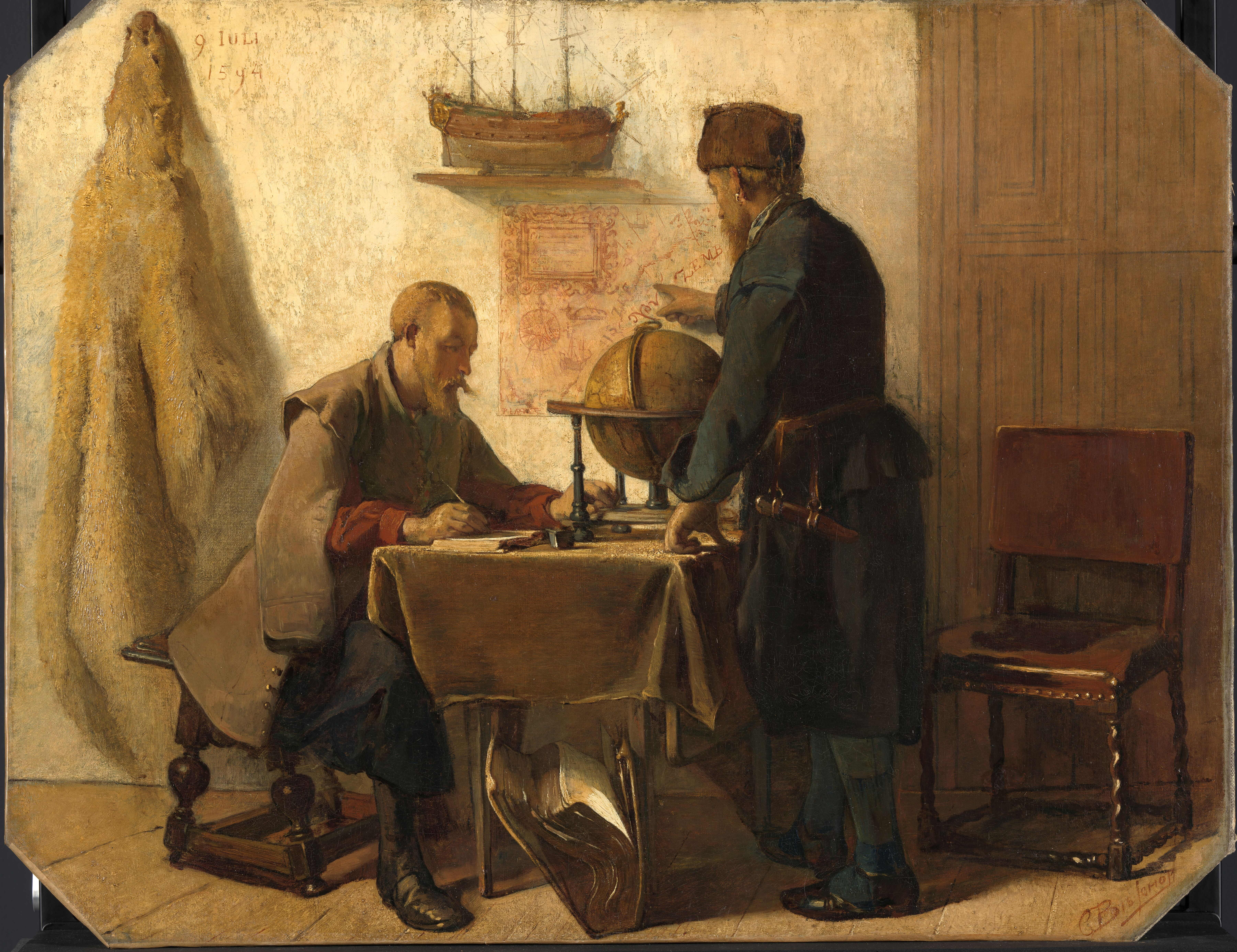
Willem Barentsz en Jacob van Heemskerck
(1863), Christoffel Bisschop, Rijksmuseum

## Biografie
Over het leven van Willem Barentsz (of Barents - destijds werden diverse spellingvarianten gebruikt) is weinig bekend. Hij was koopman en wetenschapper en maakte een atlas van de Middellandse Zee. Op 3 juni 1594 voeren vier schepen uit voor de Eerste Noordreis waarvan er twee onder zijn commando stonden. Doel was het vinden van de noordoostelijke doorvaart; een zeeweg rond de noordkust van Azië naar het Verre Oosten. Barentsz volgde de kust van Nova Zembla, hopend om om het eiland heen te varen, maar werd door het pakijs tegengehouden. De tweede helft van de expeditie, onder Cornelis Nay, had meer succes en wist via Straat Joegor in de Karazee door te dringen. Jan Huygen van Linschoten, op de reis aanwezig als commies en op de Tweede Noordreis als hoofdcommies, beschreef de reis in 1601 in zijn Voyagie, ofte schip-vaert van by Noorden om langes.
Het succes van Nay leidde tot enthousiasme voor een tweede, grotere expeditie in 1595, weer onder leiding van Nay, en met onder anderen Barentsz, Jacob van Heemskerck en opnieuw Van Linschoten. Vanwege het ijs slaagde de expeditie er ditmaal niet in de Karazee te doorzeilen. Wel werd gehandeld nabij de mond van de Petsjora met de lokale Nenetsen (destijds Samojeden genoemd). Barentsz voer op het schip Windhond.

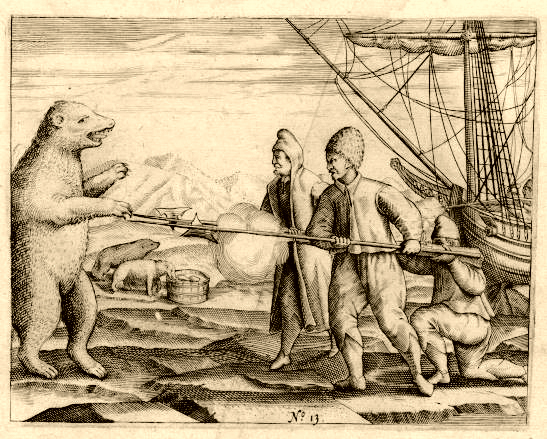
Barentsz' mannen vechten met een ijsbeer
(1598), gravure uit de uitgave van het dagboek van Gerrit de Veer

In 1596 vertrok Barentsz voor de Derde Noordreis, opnieuw met Van Heemskerck. De naam van Barentsz' schip was Witte Swaen. Initiator voor deze derde reis was de voormalige Zuidelijke Nederlandse cartograaf en dominee Petrus Plancius. Dit keer voer Barentsz vanaf Scandinavië niet oostwaarts, maar noordwaarts. Hij ontdekte een eiland dat hij Bereneiland (Beyren Eylandt) noemde en verder noordelijk, op 80° 11' NB, een land dat hij Het Nieuwe Land noemde (het huidige Spitsbergen). Terug op Bereneiland werd de expeditie gesplitst. Een schip, onder Jan Corneliszoon Rijp, probeerde westelijk van Spitsbergen een doorvaart te vinden. Barentsz onderzocht de zeeën tussen Spitsbergen en Nova Zembla.

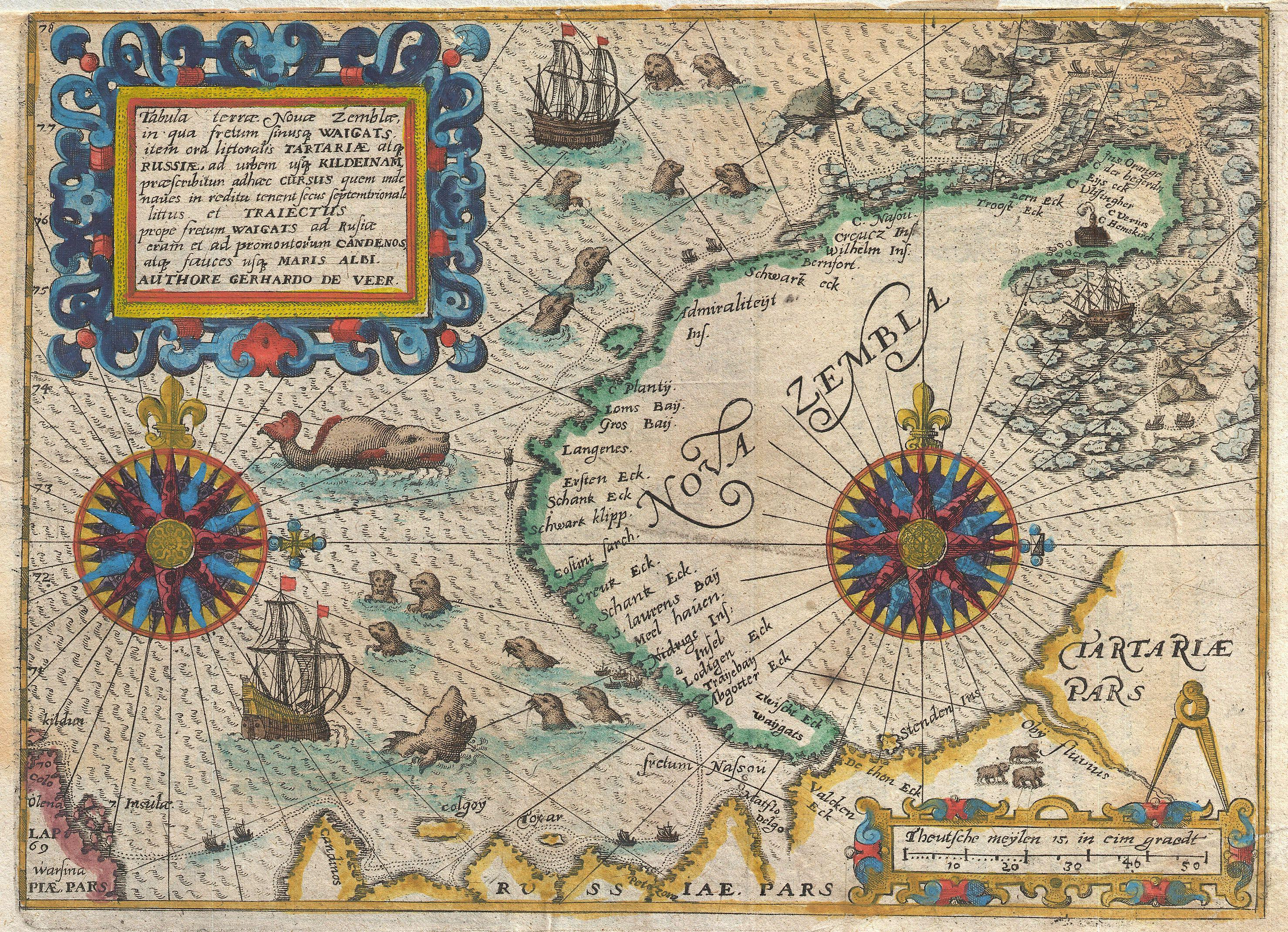
Kaart van Nova Zembla met daarop het Behouden Huys, het in het ijs vastzittende schip, en de route van de terugtocht met de twee sloepen
(1601), Gerrit de Veer, uit Grands et Petits Voyages

Barentsz slaagde er inderdaad in de noordpunt van Nova Zembla te ronden, maar kwam daarna vast te zitten in het ijs. Van aangespoelde ontwortelde bomen van het vasteland werd een huis gebouwd, dat bekendstaat als Het Behouden Huys, waarin vervolgens de winter werd doorgebracht. De volgende lente werden twee sloepen zeewaardiger gemaakt, zodat de zeventien opvarenden naar de bewoonde wereld konden terugkeren. Barentsz stierf een week na het vertrek. Zijn mannen keerden terug naar Kola, waar ze werden opgepikt door een Nederlands handelsschip onder commando van hun voormalige medereiziger Jan Corneliszoon Rijp. Gerrit de Veer maakte van deze tocht een reisverslag. Hij beschreef op 24 januari 1597 een zonsopgang, twee weken eerder dan verwacht. Voor het verschijnsel is pas in 1998 een verklaring gevonden; een arctische luchtspiegeling, die bekendstaat als het Nova Zembla-effect. Van de zeventien opvarenden van Barentsz' derde reis zouden twaalf opvarenden Nederland levend terugzien.

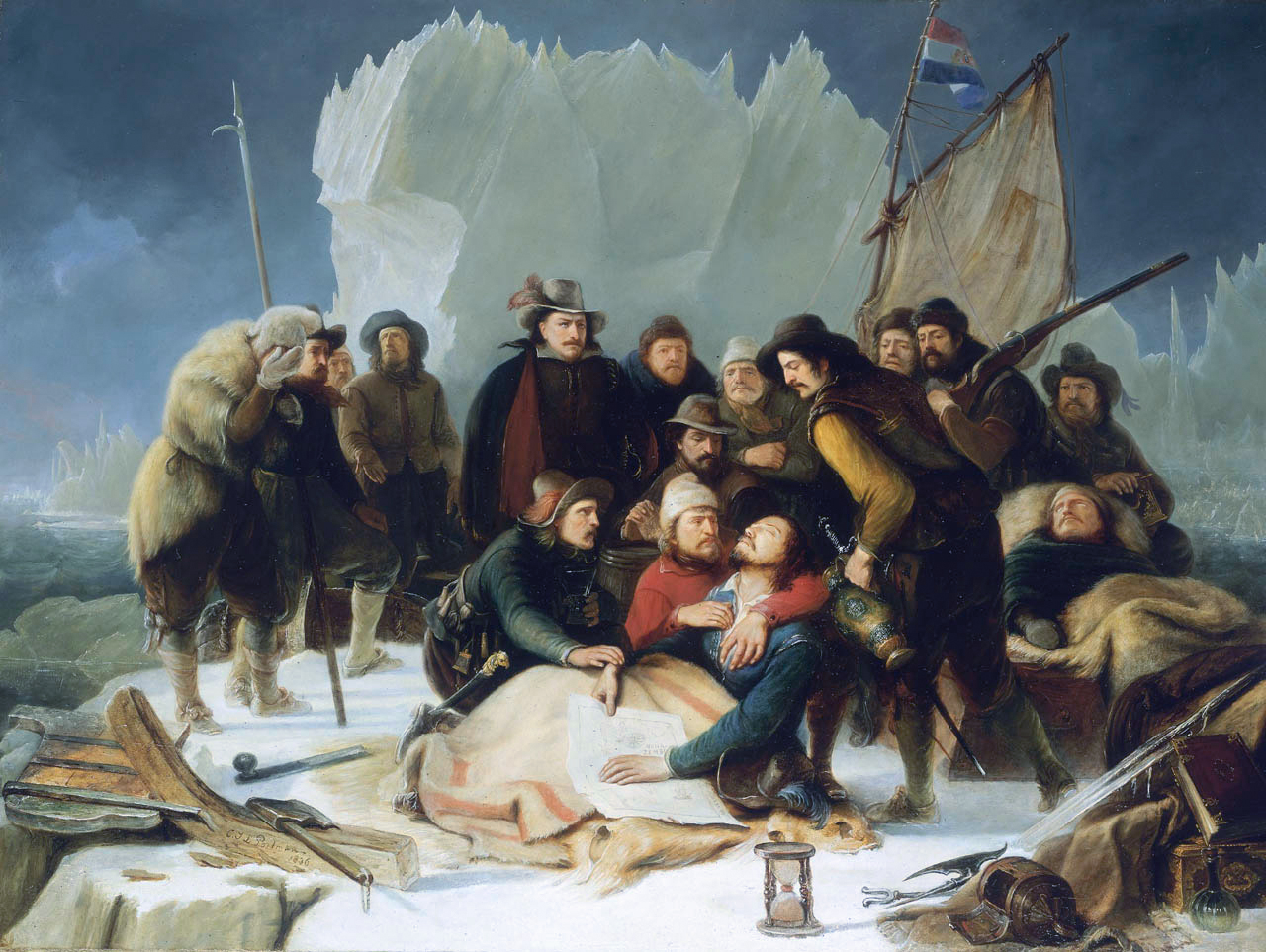
De dood van Willem Barentsz
(1836), C.J.L. Portman, NMM

## Waardering
Barentsz' derde reis was een zoveelste vergeefse poging om de Noordoostelijke Doorvaart te vinden en toen Cornelis de Houtman eind 16e eeuw de eerste Nederlandse reis om de Kaap wist te voltooien, verloren veel kooplieden hun interesse in de financiering van nog zo'n dure reis naar het noorden. Op een paar pogingen na in de 17e eeuw werden er geen expedities meer gefinancierd om een handelsroute naar Azië via het poolgebied te vinden. Wel zorgde de reis van Barentsz ervoor dat de walvisvaart op Spitsbergen een grote opleving kreeg vanaf de jaren 90 van de 16e eeuw. In 1613 werd hiervoor zelfs de Noordsche Compagnie opgericht.
De reis van Barentsz verdween langzamerhand uit het geheugen. Pas rond 1810 kwam hier weer verandering in toen onder Franse invloed de Hollandse trots herleefde. Toen dichter Hendrik Tollens in 1819 zijn sentimentele lofdicht Tafereel van de overwintering op Nova Zembla uitgaf, waarin hij zijn landgenoten opriep om dergelijke daden weer te realiseren, was men hier dan ook zeer over te spreken en hij kreeg hiervoor een literatuurprijs. Ook de schoolplaat De overwintering op Nova Zembla van Johan Herman Isings droeg sterk bij aan het nationale gevoel. Het Nederland van de 19e eeuw was echter een fractie van wat het ooit was geweest en ook rond Nova Zembla zag men dat de door de Nederlanders gegeven namen vervangen werden door anderstalige namen. Dit vormde zelfs mede de aanleiding tot een van de expedities tussen 1878 en 1884, waarbij her en der borden met Nederlandse namen werden geplaatst op Nova Zembla.
De resten van Het Behouden Huys werden al iets eerder gevonden door de Noorse walvisvaarder Elling Carlsen in 1871 en vervolgens door de Brit Charles Gardiner, die het in 1876 letterlijk afbrak op zoek naar sporen. Russische wetenschappers die het later bezochten meldden dat er bijna niets meer over was van Het Behouden Huys. De vondsten werden meegenomen en verkocht, mede aan Nederlandse musea.
Na de val van de Sovjet-Unie, die Nova Zembla als testgebied voor atoomwapens gebruikte en het hele gebied en de Barentszzee tot verboden gebied had verklaard, werd gevreesd voor souvenirjagers en in 1992, 1993 en 1995 werden twee nieuwe expedities uitgerust met Nederlandse en Russische archeologen die de vindplaats opnieuw uitgebreid onderzochten. Bij de eerste expeditie was de Rijksuniversiteit Groningen onder leiding van Louwrens Hacquebord van het Arctisch Centrum betrokken en bij de tweede en derde het Rijksmuseum en de Universiteit van Amsterdam. Hacquebord had zonder enig contact met Amsterdam geopereerd en de expeditie vanuit Amsterdam vertrok daardoor zonder enige kennis van wat de vorige expeditie had opgeleverd, hetgeen leidde tot speculatie in de media over een 'ruzie' tussen beide universiteiten in die tijd. Deze expedities leidden wel tot hernieuwde belangstelling voor Barentsz in Nederland.
In 2004 eindigde Barentsz als 56ste bij een verkiezing van de grootste Nederlander aller tijden.

## Vernoemingen

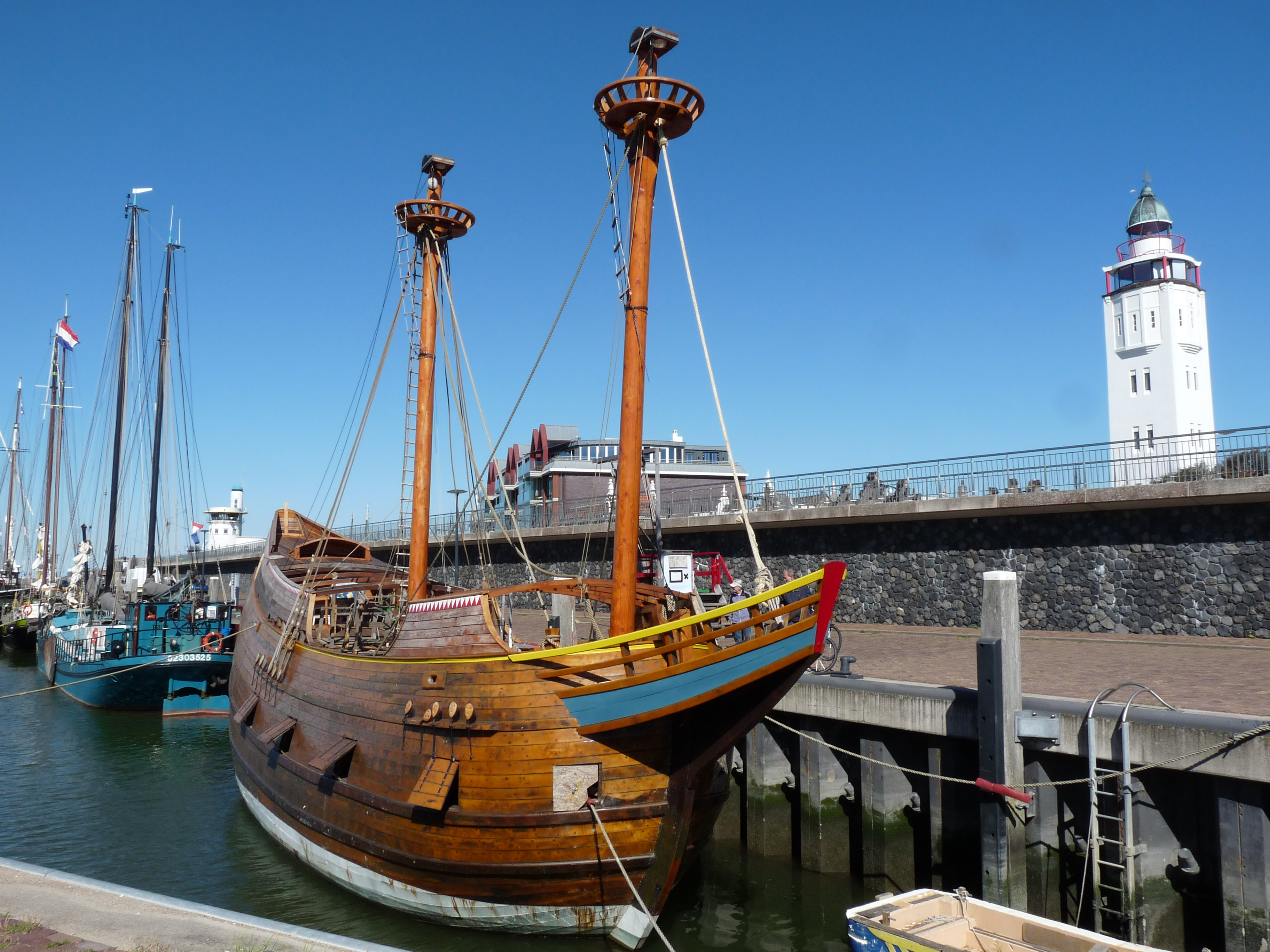
Expeditieschip de Willem Barentsz in aanbouw (2020) in Harlingen

Barentszburg, Barentszeiland, de Barentszzee, het Maritiem Instituut Willem Barentsz, de walvisfabrieksschepen Willem Barendsz (I) en Willem Barendsz (II), een trein van Arriva Personenvervoer Nederland die rijdt op de Noordelijke Nevenlijnen, een trein van Virgin Trains (Willem Barents) in het Verenigd Koninkrijk, en een snelle veerboot van de rederij EVT, die korte tijd tussen Harlingen en Terschelling voer, zijn naar Willem Barentsz genoemd. In Harlingen wordt een reconstructie gemaakt van het schip waarmee Barentsz naar Nova Zembla is gevaren, dit schip wordt de Willem Barentsz genoemd. Een veerboot van Rederij Doeksen is genoemd naar Willem Barentsz, het MS Willem Barentsz.